# Галіахметов Дмитро Альбертович
Дмитро Альбертович Галіахметов (рос. Дмитрий Альбертович Галиахметов; 6 листопада 1973, м. Краснокамськ, СРСР) — російський хокеїст, нападник.  
Виступав за «Кедр» (Новоуральськ), «Южний Урал» (Орськ), «Металург» (Сєров), «Супутник» (Нижній Тагіл).